# Centrální válčiště Čínské lidové osvobozenecké armády
Centrální válčiště Čínské lidové osvobozenecké armády (čínsky v českém přepisu čung-kuo žen-min ťie-fang-ťün čung-pu čan-čchü, pchin-jinem zhōngguó rénmín jiěfàngjūn zhōngbù zhànqū, znaky zjednodušené 中国人民解放军中部战区) je jedno z pěti válčišť Čínské lidové osvobozenecké armády. Bylo zformováno 1. února 2016, a jeho předchůdci byly Vojenský okruh Peking, Vojenský okruh Ťi-nan a části Vojenského okruhu Lan-čou  a Vojenského okruhu Kanton. Velitelství Centrálního válčiště je v Pekingu.
Velitelství Centrálního válčiště jsou podřízeny vojenské síly v sedmi administrativních celcích provinční úrovně v severní, severozápadní a středojižní Číně (provincie Šan-si, Šen-si, Che-pej, Che-nan a Chu-pej, a přímo spravovaná města Peking a Tchien-ťin). Centrální válčiště primárně zodpovídá za ochranu hlavního města Číny, Pekingu, a slouží jako strategická rezerva pro ostatní válčiště ČLOA.
V současnosti je velitelem centrálního válčiště generálplukovník Chuang Ming, politickým komisařem je generálplukovník Sü Te-čching.

## Organizační struktura

### Funkční oddělení
- štábní oddělení
- oddělení politické práce
- komise pro kontrolu disciplíny

### Složky
- pozemní síly Centrálního válčiště
  - 81. armádní sbor
  - 82. armádní sbor
  - 83. armádní sbor
- letectvo Centrálního válčiště

## Velení
| Velitelé 1. genplk. Chan Wej-kuo (韩卫国) (únor 2016 – srpen 2017) 2. genplk. I Siao-kuang (乙晓光) (srpen 2017 – srpen 2021) 3. genplk. Lin Siang-jang (林向阳) (srpen 2021 – leden 2022) 4. genplk. Wu Ja-nan (吴亚男) (leden 2022 – leden 2023) 5. genplk. Chuang Ming (黄铭) (leden 2023 – ve funkci) | Političtí komisaři 1. genplk. Jin Fang-lung (殷方龙) (únor 2016 – březen 2019) 2. genplk. Ču Šeng-ling (朱生岭) (březen 2019 – leden 2022) 3. genplk. Sü Te-čching (徐德清) (leden 2022 – ve funkci) |